# Evektant
Inom matematisk invariantteori är en evektant en kontravariantkonstruktion av en invariant genom verkan på en differentialoperator, evektor. Evektanter och evektorer infördes av Sylvester (1854, p.95).